# Mawbyite
La mawbyite (simbolo IMA: Mby) è un minerale molto raro della classe dei minerali dei "fosfati, arseniati e vanadati" appartenente al gruppo della tsumcorite. La sua composizione chimica è Pb(Fe1,5, Zn0,5)(AsO4)2(OH)1,5(H2O)0,5 ed è quindi chimicamente un arseniato di piombo-ferro-zinco contenente acqua con una proporzione variabile di ioni idrossido aggiuntivi. L'elemento finale privo di zinco PbFe2(AsO4)2(OH)2 è privo di acqua cristallina e contiene due ioni idrossido.

## Etimologia e storia
A metà degli anni '80, un filone ricco di arsenico è stato trovato in una zona di basso spessore e pochi metri cubi all'estremità meridionale della miniera a cielo aperto di Kintore a Broken Hill, in Australia, contenente un minerale che si è rapidamente rivelato essere un nuovo rappresentante del gruppo della tsumcorite. Dopo un lungo lavoro da parte dei mineralogisti nei musei di Adelaide e Melbourne, la nuova fase è stata sottoposta all'Associazione Mineralogica Internazionale (IMA), che l'ha riconosciuta come nuovo minerale nel 1988. Nel 1989, il minerale è stato descritto come mawbyite da un team internazionale di scienziati che hanno chiamato il minerale in onore dell'imprenditore minerario Sir Maurice Alan Edgar Mawby CBE (1904-1977) in riconoscimento dei suoi eccezionali contributi all'industria mineraria in Australia, nonché della sua conoscenza dei minerali di Broken Hill e degli sforzi per preservarli.
Già negli anni '70 e '80, nella "miniera di Tsumeb" sono stati trovati cumuli con la cosiddetta "tsumcorite rossa", che si presumeva fosse il minerale mawbyite, affermazione che non poteva essere analiticamente comprovata all'epoca. La prima prova dell'esistenza della mawbyite a Tsumeb risale al 2000.
Il campione tipo per la mawbyite è conservato con i numeri di catalogo M39178 e G16066 nelle collezioni del Melbourne Museum di Melbourne e del South Australian Museum di Adelaide.

## Classificazione
L'attuale classificazione dell'Associazione Mineralogica Internazionale (IMA) elenca la mawbyite nel gruppo della tsumcorite con la formula generale:
{\displaystyle \mathrm {Me(1)Me(2)_{2}(XO_{4})_{2}(OH,H_{2}O)_{2}} },
dove:
- {\displaystyle {\ce {Me(1) = Pb^{2+}, Ca^{2+}, Na^+, K^+, Bi^{3+}}}}
- {\displaystyle {\ce {Me(2) = Fe^{3+}, Mn^{3+}, Cu^{2+}, Zn^{2+}, Co^{2+}, Ni^{2+}, Mg^{2+}, Al^{3+}}}}
- {\displaystyle {\ce {X = As^{5+}, P^{5+}, V^{5+}, S^{6+}}}}

Poiché la mawbyite è stata riconosciuta come minerale indipendente solo nel 1988, non è elencata nell'8ª edizione della sistematica dei minerali di Strunz, che è obsoleta dal 1977. Solo nella Sistematica dei lapis (Lapis-Systematik) di Stefan Weiß, che è stata rivista e aggiornata l'ultima volta nel 2018 e che si basa ancora su questa classificazione classica di Strunz per rispetto dei collezionisti privati e delle collezioni istituzionali, il minerale ha ricevuto il sistema e il minerale nº VII/C.31-60. In questa Sistematica ciò corrisponde alla classe dei "fosfati, arseniati e vanadati" e lì alla sottoclasse dei "fosfati acquosi, senza anioni estranei", dove la mawbyite forma il "gruppo della tsumcorite/gartrellite" insieme a cabalzarite, cobaltlotharmeyerite, cobalttsumcorite, ferrilotharmeyerite, gartrellite, helmutwinklerite, krettnichite, lotharmeyerite, lukrahnite, manganlotharmeyerite, mounanaite, nickellotharmeyerite, nickelschneebergite, nickeltsumcorite, fosfogartrellite, rappoldite, schneebergite, thometzekite, tsumcorite, yancowinnaite e zincgartrellite.
La 9ª edizione della sistematica minerale di Strunz, valida dal 2001 e aggiornata dall'Associazione Mineralogica Internazionale (IMA) fino al 2024, classifica la mawbyite nella categoria "8.C Fosfati senza anioni aggiuntivi, con H2O". Tuttavia, questa è ulteriormente suddivisa in base alla dimensione relativa dei cationi coinvolti e al rapporto tra la quantità di sostanza del complesso fosfato, arseniato o vanadato (RO4) rispetto al contenuto di acqua cristallina, in modo che il minerale sia classificato nella suddivisione "8.CG Con cationi di media e grande dimensione, RO4:H2O = 1:1", dove insieme a cabalzarite, cobaltlotharmeyerite, cobalttsumcorite, ferrilotharmeyerite, krettnichite, manganlotharmeyerite, mounanaite, nickellotharmeyerite, nickelschneebergite, schneebergite, thometzekite, tsumcorite, yancowinnaite e lotharmeyerite forma il "gruppo della tsumcorite" con il sistema nº 8.CG.15.
Anche la sistematica dei minerali secondo Dana, che viene utilizzata principalmente nel mondo anglosassone, classifica la mawbyite nella classe dei "fosfati, arseniati e vanadati" e lì nella sottoclasse dei "fosfati idrati, ecc." Qui si trova insieme a cobalttsumcorite, helmutwinklerite, bergite delle nevi nichel, alla rappoldite, schneebergite, thometzekite e tsumcorite nel "sottogruppo della helmutwinklerite" con il sistema nº 40.02.09 nella suddivisione "Fosfati acquosi, ecc., con A2+(B2+)2(XO4) × x(H2O)".

## Chimica
L'analisi con microsonda elettronica su un cristallo di mawbyite privo di rame ha restituito valori, in percentuali di peso, di monossido di piombo (PbO) del 37,91%; 23,66% di ossido ferrico (Fe2O3); 0,82% di ossido di zinco (ZnO); 0,02% di ossido di alluminio (Al2O3); 34,90% di pentossido di arsenico (As2O5); 0,23% di anidride fosforica (P2O5) e 2,46% di acqua (H2O). Sulla base di dieci atomi di ossigeno, da essi viene calcolata la formula empirica:
{\displaystyle {\ce {Pb_{1,11}(Fe^{3+}_{1,94}Zn_{0,07})_{\Sigma =2,01}[(As_{0,09}P_{0,01})_{\Sigma =1,00}O4]_2 (OH)_{1,79}}}}
La formula empirica dei valori medi di tutte le analisi pubblicate nella descrizione iniziale è:
{\displaystyle {\ce {Pb_{1,03}(Fe^{3+}_{1,49}Zn_{0,53}Cu_{0,02}Al_{0,02})_{\Sigma =2,06}(As_{1,95}P_{0,01})_{\Sigma =1,96}H2O10}}}
che porta a:
{\displaystyle {\ce {Pb (Fe_{1,5}Zn_{0,5})(As O4)2 (OH)_{1,5}(H2O)_{0,5}}}}
La formula ideale per l'elemento finale privo di zinco è PbFe2(AsO4)2(OH)2, che ha in sé contenuti in percentuale di peso pari al 35,38% di monossido di piombo; 25,33% di ossido ferrico; 36,44% di pentossido di arsenico e 2,85% di acqua.
La variabilità chimica della mawbyite avviene principalmente in posizione Me(2) con l'inclusione di Fe3+, Zn2+, Cu2+ e Al3+. Di conseguenza, la formazione di cristalli misti è diffusa nei cristalli in posizione Me(2) con l'inclusione dei suddetti elementi bivalenti e trivalenti. La formazione di cristalli misti nella posizione menzionata è accompagnata da una sostituzione accoppiata secondo la reazione di scambio:
{\displaystyle {\ce {M^{3+}\,+OH-\leftrightarrow M^{2+}\,+H2O}}}
Nella mawbyite, questo è principalmente:
{\displaystyle {\ce {Fe^{3+}\,+OH-\leftrightarrow Zn^{2+}\,+H2O}}},
il che mostra che l'elemento finale privo di zinco è privo anche di acqua cristallina e contiene solo ioni idrossido.
La mawbyite è l'analogo a dominanza Fe3+ della tsumcorite dominata da zinco.

## Abito cristallino
La mawbyite cristallizza nel sistema monoclino nel gruppo spaziale C2/m (gruppo nº 12) con i parametri reticolari a = 9,066 Å, b = 6,286 Å, c = 7,564 Å e β = 114,857° oltre a due unità di formula per cella unitaria.
La struttura cristallina della mawbyite è identica a quella degli altri rappresentanti del gruppo della tsumcorite.
La mawbyite è isotipica (isostrutturale) per i rappresentanti monoclini del gruppo della tsumcorite come la tsumcorite e la natrocalcite. È anche il dimorfo monoclino della carminite ortorombica.

## Proprietà

### Morfologia
La mawbyite si trova in diverse varianti di habitus cristallino nella sua località tipo. Spesso sviluppa cristalli "simili a denti di cane" di dimensioni non superiori a 0,15 mm. La mawbyite forma anche rivestimenti e aggregati sparsi di cristalli prismatici allungati fino a 0,2 mm di lunghezza, aggregati emisferici, cilindrici e a forma di puleggia con un aspetto piatto, spugnoso e croste sottili e compatte. Nelle precipitazioni vicino al monte Bärenstein, nei Monti Metalliferi sassoni, la mawbyite forma minuscole tavolette che si uniscono come un tappeto erboso o sono cresciute insieme per formare aggregati a forma di rosetta fino a 0,5 mm di diametro.

### Proprietà fisiche e chimiche
I cristalli di mawbyite sono marrone chiaro, bruno-arancio o bruno rossastro, a seconda del loro contenuto di ferro. L'elemento terminale ferro puro è bruno-rossastro chiaro, mentre i cristalli con il più alto contenuto di zinco (Fe:Zn ≈ 1:1) sono di colore bruno-arancio. Il colore del loro striscio, invece, è sempre giallo-arancio. Le superfici dei cristalli da traslucidi a trasparenti hanno una lucentezza simile a quella del diamante, che si accorda bene con i valori di rifrazione. Valori da alti a molto alti per la rifrazione (nα = 1,940; nβ = 2,000; nγ = 2,040) e per la birifrangenza (δ = 0,100) sono stati trovati sui cristalli di mawbyite. Al microscopio, il minerale mostra un debole pleocroismo da marrone a bruno-rossastro alla luce che lo attraversa.
La mawbyite si frattura in modo simile al quarzo, con le superfici di frattura a forma di conchiglia e, con una durezza Mohs di 4, il minerale è uno dei minerali medio-duri che, come il minerale di riferimento fluorite, può essere facilmente graffiato con un coltellino tascabile. La densità calcolata per la mawbyite è 5,365 g/cm³. Il minerale non mostra fluorescenza né nella luce ultravioletta a onde lunghe, né in quella a onde corte.
La mawbyite è scarsamente solubile in acido cloridrico (HCl) e acido solforico (H2SO4).

## Origine e giacitura
La mawbyite è un tipico minerale secondario che, come la maggior parte dei rappresentanti del gruppo della tsumcorite, si forma nella zona di ossidazione dei depositi di metalli non ferrosi polimetallici ricchi di arsenico. Nella sua località tipo, un giacimento stratiforme di piombo-zinco metamorfosato, è stato trovato in un alone di reazione ricco di arsenico all'interno della zona di taglio principale sulle fratture e nelle cavità di una roccia di quarzo spessartina. Nel giacimento di Moldava, nella Repubblica Ceca, la mawbyite è stata trovata nella zona di ossidazione di una mineralizzazione Ag-Pb-Cu-Bi in vene di fluorite-barite-quarzo, e la sua presenza presso il "Pozzo di Clara" è molto simile.
Il minerale di paragenesi più importante della mawbyite a Broken Hill è un rappresentante verde-giallastro della serie di cristalli misti corkite-beudantite. Altri minerali di accompagnamento fusi con la mawbyite o che si trovano nelle sue immediate vicinanze sono l'adamite-olivenite, la duftite, la mimetite, la bayldonite, l'hidalgoite, la farmacosiderite e un allora sconosciuto arseniato di Cu-Fe-Pb (forse gartrellite). Gli ossidi di manganese o goethite formano la matrice per la mawbyite a Broken Hill. In Moldavia, la mawbyite è accompagnata da mimetite, philipsbornite e thometzekite. A Tsumeb è in aggregati crosta-formanti di cristalli rossi di mawbyite inferiori al millimetro su minerale ricco di tennantite insieme a wulfenite di colore marrone chiaro. Nelle miniere di Tsumeb, è stato formato da solfuri contenenti piombo e zinco come galena e sfalerite, con l'arsenico originato dalla decomposizione della tennantite. Nella "Fossa di Clara", la segnitite-beudantite, il quarzo, la bayldonite e la stolzite sono minerali di accompagnamento.
A partire dal 2018, la mawbyite è stata descritta come una formazione minerale molto rara solo da circa 20 siti. La località tipo della mawbyite è la grande miniera a cielo aperto del Kintore Opencut vicino a Broken Hill nel distretto con lo stesso nome, nel Nuovo Galles del Sud in Australia, nota per i suoi numerosi minerali secondari, dove i minerali di Pb-Zn (Ag) sono stati estratti dalla fine degli anni 1980 al 1996. Altri siti per mawbyite in Australia sono la miniera di Pinnacles nel distretto di Broken Hill, e la prospettiva di rame di "Bali Lo", in Australia occidentale.
In Germania, la mawbyite proviene dalla miniera di Clara nella valle di Rankach vicino a Oberwolfach, dal distretto minerario di Pb-Cu nel circondario di Emmendingen, dalla miniera Cu(-Ag-Pb) "Silberbrünnle", Haigerachtal, nei pressi di Gengenbach, nonché dalla cava "St. Josefi" nella Schuttertal vicino a Reichenbach non lontano da Lahr, tutti nella Foresta Nera, Baden-Württemberg. Inoltre, la mawbyite è stata recuperata nella miniera "Straßburger Glück" nel distretto di Niederschlag-Bärenstein, nelle precipitazioni nei pressi di Bärenstein e nel materiale dei cumuli di scorie del "Pucherschacht" nella miniera "Wolfgang Maaßen" e nella miniera "Am Roten Berg", entrambi a Schneeberg nel circondario dei Monti Metalliferi, in Sassonia.
In Grecia, il minerale è stato trovato nel pozzo nº 132 della miniera "Christiana" vicino ad Agios Konstantinos (Kamariza) non lontano da Plaka, distretto minerario di Laurio, regione dell'Attica. In Europa anche dalla "Mina do Alto das Quelhas do Gestoso", Gestoso vicino a Manhouce non lontano da São Pedro do Sul, nel distretto di Viseu in Portogallo, la miniera "Bakara" nei Monti Balcani, nel Distretto di Vraca in Bulgaria.
La mawbyite è stata rinvenuta anche vicino a Dubí, nella Regione di Ústí nad Labem, Krušné Hory (Monti Metalliferi), Ústecký kraj, Repubblica Ceca, nella vena "Le Mazet" e nella miniera "Filon Ste Barbe", entrambe nei pressi di Échassières vicino a Ébreuil, nella regione dell'Alvernia-Rodano-Alpi in Francia; a "Old Sandbed Mine", Caldbeck Fells (nei pressi del villaggio di Caldbeck, Cumbria, Inghilterra). La presenza di mawbyite presso lo Sperkerriegel vicino a Wiesmath nel Bucklige Welt, Bassa Austria, Austria, è discutibile. Non sono note presenze di mawbyite in Svizzera.
Infine, il minerale è noto dalla miniera di Tsumeb, Tsumeb, regione di Oshikoto, Namibia, e dalla "miniera del pino nero" nel Black Pine Ridge all'interno del John Long Mts, nella contea di Granite (Montana, Stati Uniti).

## Forma in cui si presenta in natura
Nella sua località tipo, la mawbyite sviluppa aggregati globulari, di colore da arancio-marrone pallido a bruno-rossastro simili a croste sulle fratture dell'"arenaria granata", una roccia metamorfica costituita quasi esclusivamente da Spessartina e quarzo, e linee di cavità di soluzione nel quarzo solido. In molti casi, le croste sono costituite da cristalli "a dente di cane" di dimensioni non superiori a 0,15 mm.